# Автоматическая пушка
Автоматическая пушка — артиллерийское орудие (пушка) для настильной стрельбы по наземным, береговым и морским целям, а также для стрельбы по воздушным целям, перезаряжание которого и производство очередного выстрела осуществляется автоматически (за счёт энергии пороховых газов или других внешних источников), то есть без участия человека, а только под его контролем.
Автоматическая пушка (орудие) входит в состав войсковой артиллерии сухопутных сил большинства государств мира, а также в состав морской или корабельной артиллерии, береговой артиллерии,  артиллерии войск противовоздушной обороны, а также может находиться на вооружении летательных аппаратов и автомобильного, броневого и танкового вооружения и техники.

## История
Первые автоматические пушки появились в конце XIX века и зачастую фактически представляли собой увеличенные версии пулемётов в более крупных калибрах, а затем получили самое широкое распространение в вооружённых силах подавляющего большинства государств мира.
Изобретателем первой автоматической пушки считается Хайрем Максим, автор первого в мире пулемёта, в другом источнике указано что военное применение, на начало XX столетия, имела лишь изобретённая в 1883 году Максимом автоматическая пушка, которая была введена в некоторых армиях.
В 1930-е годы, на кораблях устанавливались автоматические пушки в 37 и 40-миллиметров.

## Описание
По особенностям боевого применения и эксплуатации различают артиллерийские автоматы и авиационные пушки. Артиллерийские автоматы (калибр 20 — 76 мм) используются главным образом для поражения воздушных целей. Питание патронами из обойм и ленточное.
Автоматика преимущественно с коротким ходом ствола. Для повышения плотности огня создаются автоматические комплексы (многоствольные установки). Резкое увеличение скорострельности автоматических пушек достигается совмещением ряда операций перезарядки.
Например, американская авиационная 20-мм пушка типа «Вулкан» имеет темп стрельбы 6 000 выстр / минуту. Блок из 6 стволов вращается от внешнего привода, в одних стволах проводится подача патронов, а в других подъемник (извлечения) стреляных гильз. Английская 30-мм револьверная авиационная пушка типа «Аден» обладает темпом стрельбы 1 250 выстрелов / мин, имеет один ствол без патронника и барабан с несколькими патронниками, которые последовательно сочетаются со стволом. 
Автоматическая пушка имеет длинный ствол (40—80 калибров), малую дальность стрельбы (несколько километров для малокалиберных пушек, которыми и является подавляющее большинство автоматических орудий) и высокую начальную скорость снаряда (свыше 800 метров в секунду).
Калибры современных автоматических пушек могут быть от 20 мм (2 cm FlaK 30) до 130 мм (АК-130), а масса снаряда может составлять от 100 граммов до нескольких килограммов. По количеству стволов могут быть одноствольными, спаренными, счетверёнными, многоствольными.
Автоматическая пушка обладает высокой скорострельностью, до нескольких тысяч выстрелов в минуту. Из неё может вестись как автоматическая стрельба, так и стрельба одиночными выстрелами. Боепитание автоматических пушек осуществляется из быстросъёмных магазинов или гибких звеньевых лент.
Работа над усовершенствованием автоматических пушек продолжается по направлениям: повышение огневой мощи, скорострельности и маневренности на поле боя, уменьшение массы, а также обеспечение надежности эксплуатации и простоты обслуживания.